# Listă cu denumirile românești ale localităților din Serbia Centrală

## B
- Bordei sau Bordeli (Ljubičevac / Љубичевац)
- Belgrad sau Biligrad[1] (Beograd / Београд)
- Breaza sau Bârza Palanca (Brza Palanka / Брза Паланка)

## C
- Cladova sau Claudia (Kladovo / Кладово)
- Corbu sau Corbova (Korbovo / Корбово)
- Coroglaș (Miloševo / Милошево)

## G
- Geanova (Dušanovac / Душановац)
- Golubăț sau Golumbei (Golubac / Голубац)

## I
- Iabucovăț (Jabukovac / Јабуковац)

## M
- Malainița (Malajnica / Малајница)
- Maidan sau Maidan Pec (Majdanpek / Мајданпек)

## P
- Podu Lung sau Pojarevăț (Požarevac / Пожаревац)
- Pârâul Rece (Donji Milanovac/Доњи Милановац)

## Z
- Zăiceari sau Zăii-cer (Zaječar / Зајечар)
- Zlocutea sau Zlocuchea (Aleksandrovac / Александровац)